# Rafael Lopes
Rafael Guimarães Lopes, meglio noto come Rafael Lopes (Esposende, 28 luglio 1991), è un calciatore portoghese, attaccante dell'Anorthōsis.

## Carriera

### Club
Ha giocato nella prima divisione portoghese, in quella cipriota ed in quella polacca.

### Nazionale
Ha giocato nella nazionale portoghese under-20.

## Palmarès

### Club

#### Competizioni nazionali
- Campionato polacco: 1

Legia Varsavia: 2020-2021
- Coppa di Polonia: 1

KS Cracovia: 2019-2020